# Hypocryptothrix
Hypocryptothrix là một chi bướm ngày thuộc họ Bướm nâu.